# アイリーン・トリプレット
アイリーン・トリプレット （英語: Irene Triplett、1930年1月9日 – 2020年5月31日）はアメリカ合衆国の市民で、最後の南北戦争年金の受給者。彼女の父は当初南軍として参戦し、後に北軍側に移った人物で、両陣営で戦った経験を持っていた。

## 概要
1930年1月9日、モーゼ・トリプレット（Mose Triplett）とエリダ・ホール（Elida Hall）の間に生まれた。
父親であるモーゼは1846年生まれ、ノースカロライナ州ワタウガ郡の出身で、16歳の時にアメリカ連合国陸軍第53ノースカロライナ歩兵連隊に入隊した。ゲティスバーグの戦いの直前の1863年6月15日、モーゼらの連隊はバージニア州を出て北上を開始したが、行軍中に発熱に悩まされたモーゼはバージニアに残った。その後、第53ノースカロライナ歩兵連隊本体はゲティスバーグの戦いにおいて壊滅的被害を受けた。
一方、モーゼはバージニアにおける治療中に姿をくらまし、1864年8月1日、テネシー州ノックスビルで北軍の第３ノースカロライナ騎兵連隊（3rd North Carolina Mounted Infantry）に入隊、1865年の終わりまで北軍の兵士として戦った。戦争の終結後、一度結婚していたモーゼは1924年に83歳で当時51も年の離れていたエリダと再婚。二人の間には5人の子供が生まれたが、アイリーンと彼女の弟を除いて皆夭折してしまった。
アイリーンは弟と共にウィルクス郡の父の農場で育てられたが、両親や教師のしつけは厳格で、学校でも「裏切り者」の子供として周りにいじめられる幼少時代を過ごした。
1938年には父モーゼが癌で死亡し、1943年ごろには生活に困るようになってしまった家族は救貧院に入居、アイリーンは6年生で学校をやめることとなった。1960年には救貧院の閉鎖に伴って別の施設（ナーシングホーム）に移り、母エリダが1967年に死亡した後も、アイリーンだけは同じ施設で50年ほど暮らし続けた。
2020年5月31日、腰の怪我を原因とする合併症で死亡した。
アイリーンは少女の時分から噛みタバコなどたばこを好んでおり、好きな音楽はゴスペルだったという。

## 年金
アイリーンは母エリダと同じく認知機能に障害が見られたため、1938年の父親の死以降、南北戦争従軍者の子供として年金の受給が認められた。このため彼女は合衆国法典第38編第1533条の規定に基づいて、毎月退役軍人省から73.13ドルの額を受け取っていた。
2011年ごろ、アイリーンが南北戦争の年金を受け取っているという事実が注目を集め始めた。この頃はまだテネシー州のもう一人の受給者と同じく、アイリーンの名前や詳細な住所はまだ判明していなかったが、2013年3月、デイリーメールが「Revealed, America's last living link to the Civil War. The 83-year-old woman who is only person STILL getting war benefits - 148 years after her father fought for BOTH sides」というタイトルでアイリーンについて紹介する記事を発表した結果、彼女は最後の年金受給者の一人として有名になった。同じ年の9月には退役軍人省長官だったエリック・シンセキも「我々は未だに南北戦争従軍者の遺児に仕えている」（"We still care for the child of a Civil War Veteran"）と言及し、リンカーン大統領の政策を当時生まれていなかったバラク・オバマ大統領が実行しているという退役軍人省の仕事についてスピーチを行った。
少なくとも2016年の調査の時点ではすでにアイリーンが唯一の南北戦争年金受給者であることがわかっていた。同じ報告書によれば、南北戦争の最後の従軍経験者（アルバート・ウールソン）は1956年まで、従軍経験者の最後の未亡人（Maudie Hopkins）は2008年まで存命であったこともわかる。